# Niaz Murshed
Niaz Murshed (en bengali : নিয়াজ মোরশেদ  ; également Morshed ; né le 13 mai 1966 à Dacca, au Pakistan oriental) est un grand maître d'échecs bangladais. En 1987, il devient le premier Sud-Asiatique à remporter le titre de Grand Maître international.

## Jeunesse
Niaz Murshed est né à Dacca, au Bangladesh, de Manzur Murshed et Najma Ahmed. Il apprend à jouer aux échecs à partir du jeu d'échecs qu'il prend à son frère aîné. Le voisin de la famille, Jamilur Rahman, obtiendra plus tard lui-même le titre national. Ces conditions favorables peuvent avoir contribué au dévouement du jeune Murshed pour les échecs.

## Un palmarès particulier
À l'âge de neuf ans, Niaz Murshed joue les tours préliminaires du championnat du Bangladesh d'échecs. Bien qu'il ne se qualifie pas, il laisse une forte impression à tous les participants. En 1978, il termine premier du championnat du Bangladesh avec deux autres personnes. Au départage, il est finalement troisième. Il remporte ensuite les quatre éditions suivantes du championnat national bangladais, en 1979, 1980, 1981 et 1982.
Exactement 30 ans plus tard, en 2012, il reconquière ce titre.

## Parcours dans les compétitions d'échecs de jeunes
Âgé de neuf ans en 1975, Niaz Murshed joue les tours préliminaires du championnat du Bangladesh d'échecs. En 1979, il joue sa première compétition internationale à Calcutta, en Inde. En 1981, il se classe deuxième du zonal organisé à Charjah, aux Émirats arabes unis, remportant à cette occasion son titre de maître international. 
Plus tard cette année-là, il participe au championnat d'Asie d'échecs junior à Dacca, dans son pays natal. Il termine à égalité à la première place mais seulement deuxième au départage, ayant moins de victoires que le Philippin Ricardo de Guzman. 
Niaz Murshed participe au championnat du monde d'échecs junior de 1982. Il ne parvient pas au même succès que lors de la précédente édition, mais son match contre le Danois Lars Schandorff est récompensé comme meilleure partie du tournoi. 

## Parcours à l'âge adulte

### Palmarès individuel
Après avoir obtenu son diplôme en économie, Niaz Murshed reviens aux compétitions échiquéennes. Cependant, son jeu est moins performant alors qu'il a du mal à s'adapter à la nouvelle génération échiquéenne axée sur l'informatique. Néanmoins, il rencontre encore de temps en temps le succès sur la scène internationale: vainqueur au tournoi de Goodrich, en Inde en 1991, deuxième au tournoi des grandes maîtres à Cebu, aux Philippines l'année d'après, troisième au festival d'échecs de Doha, au Qatar en 1993, 1ère place, à égalité avec deux autres joueurs, dans le zonal asiatique en 1993, et enfin, 2e place au championnat du Commonwealth d'échecs en 2004.
En novembre 2009, il joue le Ravana Challenge Tournament à Colombo, au Sri Lanka. Il termine à égalité de la 3e à la 8e place avec Anton Filippov, Elshan Moradiabadi, Merab Gagunashvili, Alexander Shabalov et Vadim Malakhatko.

### Parcours avec l'équipe nationale
Il a joué pour le Bangladesh aux Olympiades d'échecs de 1984, 1990, 1994, 1996, 2002, 2004, 2012 et 2014.

## Études
Après avoir obtenu son titre de Grand Master, Niaz Murshed entre à l'université de Pennsylvanie pour étudier l'économie. Il joue très peu pendant cette période, mais obtient son diplôme.

## Style de jeu
Niaz Murshed joue principalement la position. Il accumule de petits avantages, menant finalement à une victoire.

## Normes internationales
Niaz Murshed obtient sa première norme de Grand Maître international en 1984, à la suite de son succès à l'open de Bela Crkva, en Yougoslavie (1983), au tournoi Oakham School Youth Tournament (il termine devant Nigel Short et Maxim Dlugy), et au championnat du Commonwealth d'échecs, à  Hong Kong en 1984. Il obtient sa deuxième norme de grand maître en 1986, grâce à sa solide performance au tournoi international de Capstain (Capstain International Tournament), à Dacca en 1985 et au tournoi des grands maîtres de Calcutta, en Inde, en  1986. En 1987, la FIDE lui décerne le titre de Grand Maître, faisant de lui le premier joueur d'échecs d'Asie du Sud à recevoir ce titre.